# Waldemar Szczepanowski
Waldemar Szczepanowski (ur. 2 stycznia 1938 w Radomiu) – polski siatkarz, reprezentant Polski.

## Kariera sportowa
Był zawodnikiem Chełmca Wałbrzych, z którym w 1958 awansował do II ligi, a w 1960 do I ligi. Był także trenerem tej drużyny. Prowadził też inne lokalne zespoły dolnośląskie (m.in. Bielawiankę i Ikara Legnica).
W latach 1960–1965 wystąpił 37 razy w reprezentacji Polski, m.in. na mistrzostwach Europy w 1963 (6. miejsce) oraz Pucharze Świata w 1965 (2. miejsce).
Był także działaczem i sędzią Dolnośląskiego Związku Piłki Siatkowej.